# 34604 Vilhena
34604 Vilhena este o planetă minoră (asteroid), cu un diametru de 4,319 km, din centura de asteroizi. A fost descoperită pe 2 octombrie 2000 la Stația Anderson Mesa de Lowell Observatory Near-Earth-Object Search. 
Obiectul prezintă o orbită caracterizată de o semiaxă mare de 2,6867919 UAi, o excentricitate de 0,07, o înclinație de 13,68907 ° în raport cu ecliptica.